# Separated at Worth
Separated at Worth è un film per la televisione del 2006, diretto da Andy Ackerman. Era stato girato come episodio pilota di una serie televisiva che non è stata realizzata.